# هندريك فيشر
هندريك فيشر هو سياسي أمريكي، ولد في 1697، وتوفي في 1778. انتخب عضو جمعية نيوجيرسي العامة ‏.